# Classe Benham
La classe Benham fu una classe di cacciatorpediniere della United States Navy, composta da dieci unità entrate in servizio nel 1939.
I Benham erano parte di una serie di tre classi di cacciatorpediniere costruite per la Marina statunitense tra il 1935 e il 1937, comprendente anche la classe Gridley e la classe Bagley; le tre classi erano simili quanto a dimensioni e identiche in fatto di armamento, ma differivano per progetto e prestazioni dell'apparato motore. Dopo lo scoppio della seconda guerra mondiale le unità della classe furono impegnate in Atlantico nelle missioni della Neutrality Patrol, ma dopo l'entrata in guerra degli Stati Uniti nel dicembre 1941 servirono in tutti i principali teatri bellici in cui fu attiva la US Navy, compreso l'Oceano Pacifico e il Mar Mediterraneo. I Benham parteciparono agli sbarchi anfibi dell'operazione Torch in Nordafrica e a quelli della campagna d'Italia, mentre nel Pacifico operarono in varie azioni contro le forze giapponesi; due unità della classe furono perdute per eventi bellici: il capoclasse Benham fu affondato da unità giapponesi durante la battaglia navale di Guadalcanal nel novembre 1942, mentre il Rowan fu colato a picco da una motosilurante tedesca al largo di Salerno nel settembre 1943.
Radiate dal servizio subito dopo la fine della guerra, alcune unità della classe furono impegnate come bersagli durante la serie di test nucleari dell'operazione Crossroads nell'atollo di Bikini; le restanti unità furono tutte avviate alla demolizione.

## Caratteristiche

### Il progetto

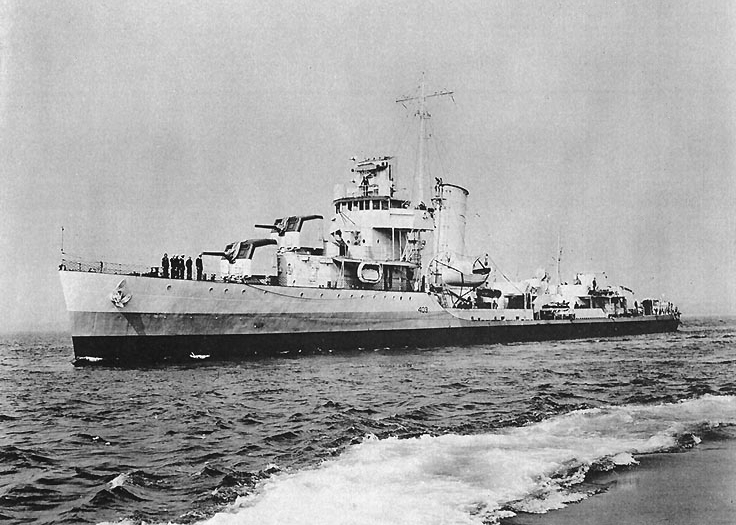
Il Trippe in navigazione alla volta di Boston nel 1941

I Benham furono parte di una serie di tre distinte classi di cacciatorpediniere dalle caratteristiche simili, impostate per conto della US Navy tra il 1935 e il 1937 ed entrate in servizio entro la fine degli anni 1930; oltre ai dieci Benham, la serie comprendeva i quattro classe Gridley e gli otto classe Bagley. Tutte e tre le classi condividevano lo stesso armamento principale, basato su quattro cannoni 5in/38 da 127 mm e sedici tubi lanciasiluri da 533 mm (il maggior numero di impianti lanciasiluri mai portato da cacciatorpediniere statunitensi), ma differivano invece per quanto riguardava la sistemazione e la composizione dell'apparato propulsivo; i Benham in particolare montavano un apparato motore progettato dalla Gibbs & Cox, basato su generatori di vapore ad alta pressione di nuovo tipo che consentivano di ridurre da quattro a tre le caldaie di bordo, integrati con un sistema di turbine a vapore ad alta efficienza simile a quello già sperimentato sui precedenti cacciatorpediniere classe Mahan.
I Benham avevano uno scafo lungo 103,86 metri e largo 10,82 metri, per un pescaggio di 4,04 metri; il dislocamento standard ammontava a 1.656 tonnellate, che salivano a 2.250 tonnellate con la nave a pieno carico. Le sovrastrutture comprendevano, procedendo da prua verso poppa, la torre di comando, un albero, un singolo fumaiolo e due tughe; il ponte principale presentava un cassero di prua esteso fino all'altezza della torre di comando. L'equipaggio standard ammontava a 13 ufficiali e 193 sottufficiali e marinai.

### Propulsione

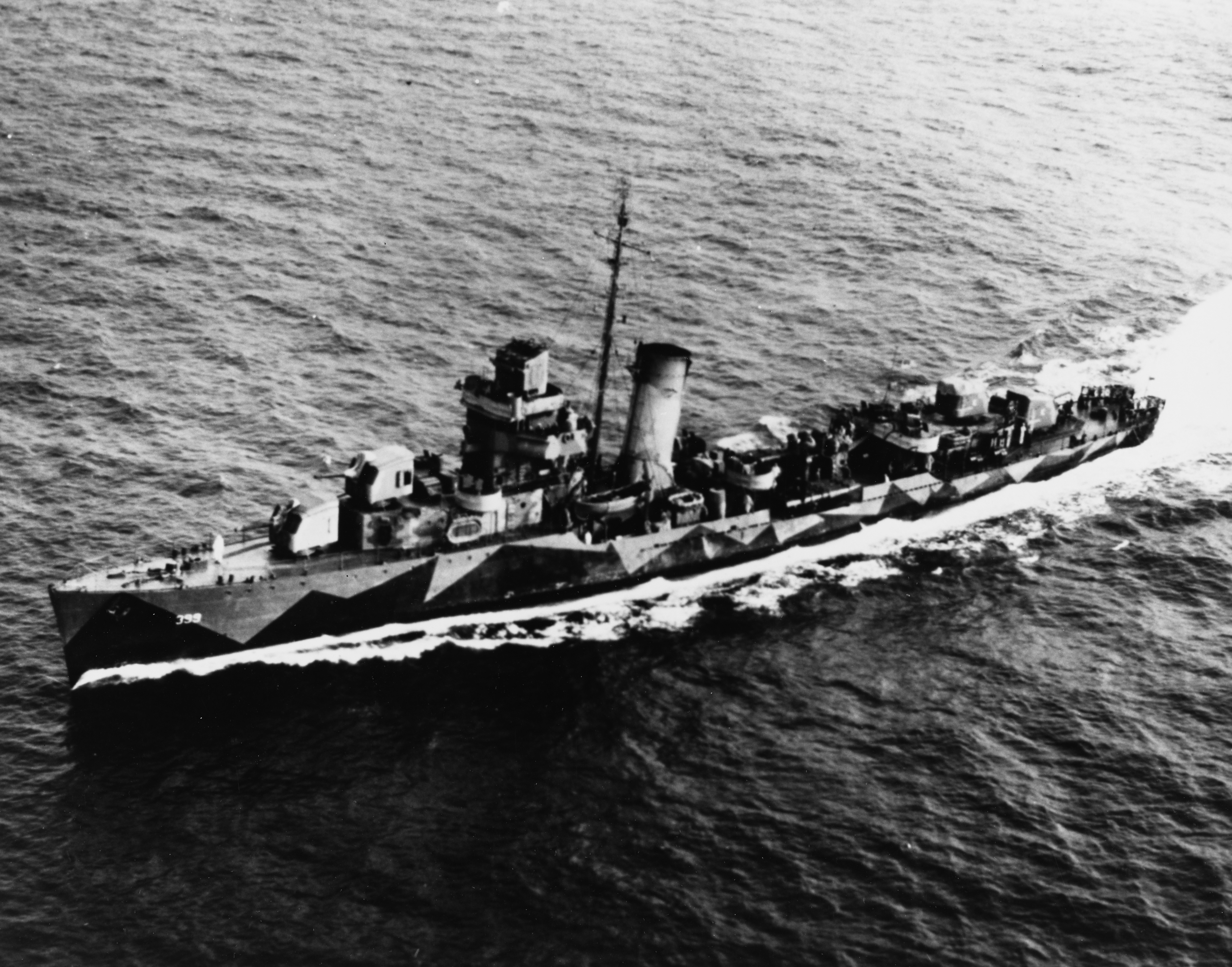
Il Lang in navigazione in Atlantico nel 1942

Salvo che per quanto riguardava i più grossi cacciatorpediniere classe Somers varati tra il 1937 e il 1938, l'apparato motore dei Benham era il più tecnologicamente avanzato tra quelli dei cacciatorpediniere statunitensi in servizio alla fine degli anni 1930. Come detto, i Benham imbarcarono delle caldaie a tubi d'acqua della Babcock & Wilcox di nuovo tipo, così efficienti da permettere la riduzione delle macchine a tre caldaie rispetto alle quattro imbarcate nei precedenti cacciatorpediniere classe Gridley e Bagley, con conseguente risparmio di spazio e peso a bordo. La pressione del vapore generato era aumentata a 600 psi (4.100 kPa) rispetto ai 400 psi psi (2.800 kPa) dei Gridley e Bagley; le caldaie fornivano un vapore surriscaldato a 700° come nei cacciatorpediniere delle classi precedenti. Un notevole risparmio di carburante fu ottenuto grazie all'adozione di vari accorgimenti tecnici, come l'installazione nelle caldaie di economizzatori, l'adozione di ingranaggi a doppia riduzione e di turbine da crociera; l'autonomia massima era superiore a quella dei Gridley ma inferiore a quella dei Bagley (5.390 miglia alla velocità di crociera di 12 nodi rispetto alle 6.940 miglia alla stessa velocità dei Bagley), probabilmente per via dell'installazione di serbatoi di carburante meno capienti (484 tonnellate di combustibile rispetto alle 504 tonnellate dei Bagley). Le caldaie alimentavano due turbine della Westinghouse Electric azionanti altrettanti alberi motore; la potenza complessiva dell'impianto raggiungeva i 49 250 shp (36 730 kW), garantendo una velocità massima alle prove di 37,9 nodi.

### Armamento
I Benham replicavano lo stesso armamento dei precedenti Gridley e Bagley: quattro cannoni da 127 mm (due a prua in torrette singole sovrapposte, due a poppa in impianti singoli scudati sovrapposti) e quattro impianti quadrupli di tubi lanciasiluri da 533 mm; la classe fu inizialmente armata con i siluri Mark 11 e Mark 12, sostituiti poi all'inizio del 1938 con il più moderno Mark 15. Rispetto ai cacciatorpediniere classe Mahan, i Benham e i loro predecessori sacrificavano un cannone da 127 mm per imbarcare un impianto lanciasiluri quadruplo in più, mettendo in campo l'armamento silurante più pesante mai portato da un cacciatorpediniere statunitense: una scelta volta a compensare la decisione della US Navy, unica tra le principali marine militari dell'epoca, di rimuovere tutto l'armamento silurante dai propri incrociatori costruiti negli anni 1920-1930, al fine di imbarcarvi un armamento antiaereo più pesante.

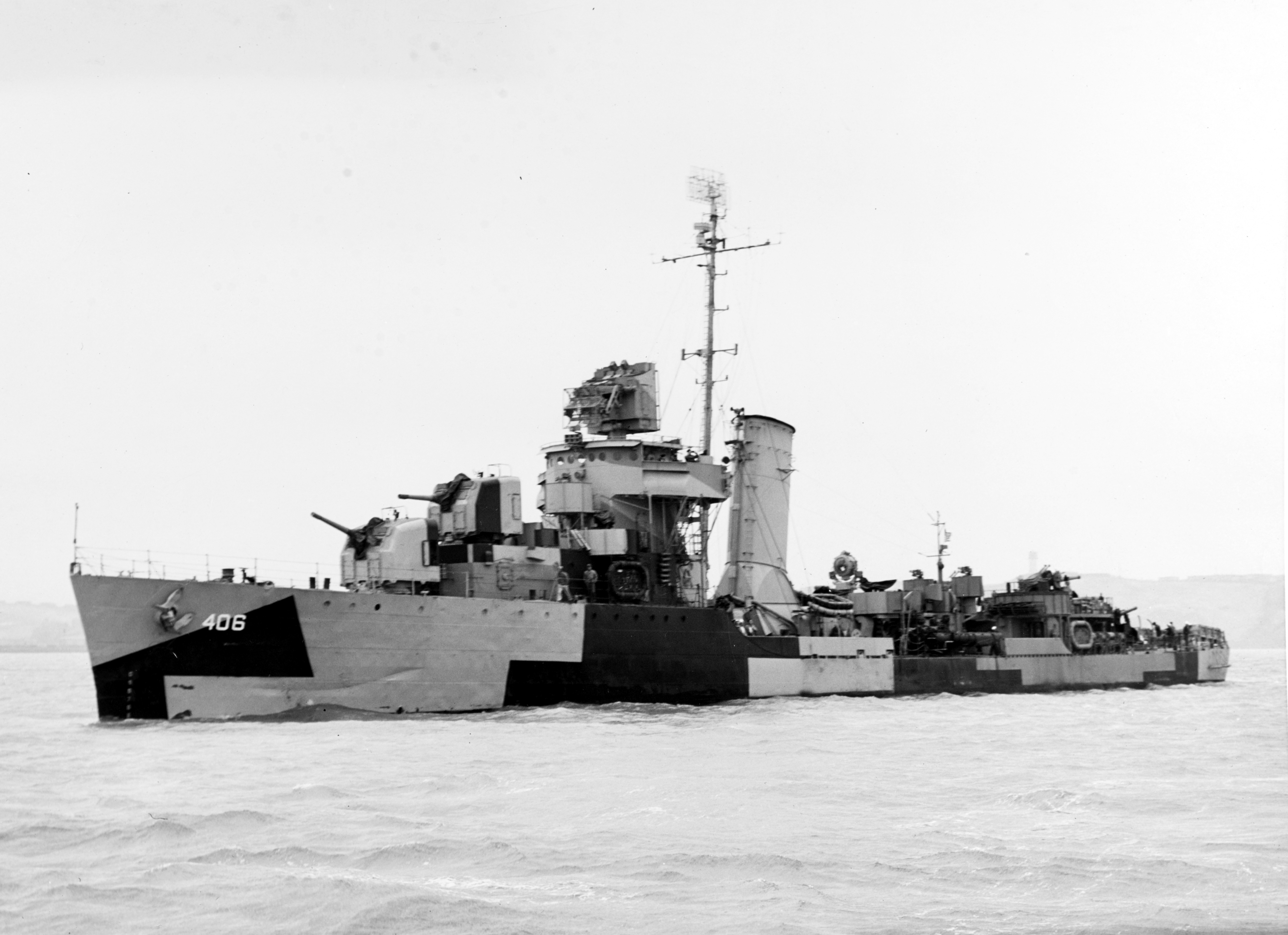
Lo Stack fotografato al largo della California nel 1944

Come nella maggior parte dei cacciatorpediniere statunitensi dell'epoca, i pezzi da 127 mm erano caricabili con qualsiasi angolo di elevazione ed erano diretti da una direzione di tiro centralizzata, rendendoli efficienti tanto nel tiro contro bersagli di superficie che in quello contro bersagli aerei; la funzione antiaerea dei pezzi fu poi aumentata nel 1942 con l'adozione di proiettili con spolette di prossimità radio-controllate. Come nelle precedenti classi, i due pezzi da 127 di poppa non erano collocati in torrette chiuse ma in impianti aperti e scudati; nei Benham tuttavia gli impianti di poppa erano del nuovo tipo Mark 30 Mod 1, con un anello di base dotato di un paranco per le munizioni integrato e alimentato da una stanza di manipolazione sotto ogni arma, analogamente alle sistemazioni in torretta chiusa. Questo permise, nei primi anni 1940, di montare una torretta chiusa per il pezzo collocato più a poppa e uno scudo più ampio per il secondo pezzo, ma queste sistemazioni furono in seguito rimosse per risparmiare peso e imbarcare ulteriori armi antiaeree. Come nelle precedenti classi di cacciatorpediniere statunitensi, infatti, il resto dell'armamento antiaereo era piuttosto leggero, basandosi solo su quattro mitragliatrici M2 Browning da 12,7 mm; si riteneva che i pezzi da 127 mm avrebbero potuto abbattere qualunque tipo di velivolo nemico in ogni situazione, una presunzione tuttavia smentita dalle vicende dell'attacco di Pearl Harbor del dicembre 1941.
Già durante i primi anni 1940 alcune unità della classe avevano sbarcato un impianto quadruplo di lanciasiluri e le mitragliatrici per consentire un aumento della dotazione di pezzi antiaerei e armi antisommergibili, portate a sei mitragliere da 20 mm Oerlikon e quattro lanciatori tipo K per bombe di profondità, integrati poi, secondo alcune testimonianze, da un quinto lanciatore tipo Y. Le unità inviate a operare nell'Oceano Pacifico furono dotate inoltre di due impianti binati di cannoni Bofors 40 mm montati sulle tughe poppiere; nel 1945 due unità della classe (il Lang e lo Sterett) sbarcarono l'intera dotazione di lanciasiluri per imbarcare un totale di quattro impianti binati di cannoni da 40 mm e quattro impianti binati di mitragliere da 20 mm

## Unità
| Nome    | Costruttore                              | Impostazione      | Varo            | Entrata in servizio | Destino finale |
| ------- | ---------------------------------------- | ----------------- | --------------- | ------------------- | --- |
| Benham  | Federal Shipbuilding and Drydock Company | 1º settembre 1936 | 16 aprile 1938  | 2 febbraio 1939     | Silurato da unità giapponesi durante la battaglia navale di Guadalcanal il 15 novembre 1942 e autoaffondato                   |
| Ellet   | Federal Shipbuilding and Drydock Company | 3 dicembre 1936   | 11 giugno 1938  | 17 febbraio 1939    | Radiato dal servizio il 29 ottobre 1945, venduto per la demolizione il 1º August 1947                                         |
| Lang    | Federal Shipbuilding and Drydock Company | 5 aprile 1937     | 28 agosto 1938  | 30 marzo 1939       | Radiato dal servizio il 16 ottobre 1945, venduto per la demolizione il 31 ottobre 1947                                        |
| Mayrant | Boston Navy Yard                         | 15 aprile 1937    | 14 maggio 1938  | 13 settembre 1939   | Radiato dal servizio il 28 agosto 1946 e impiegato come bersaglio per test nucleari, affondato a Kwajalein il 4 aprile 1948   |
| Trippe  | Boston Navy Yard                         | 15 aprile 1937    | 14 maggio 1938  | 1º novembre 1939    | Radiato dal servizio il 28 agosto 1946 e impiegato come bersaglio per test nucleari, affondato a Kwajalein il 3 febbraio 1948 |
| Rhind   | Philadelphia Naval Shipyard              | 22 settembre 1937 | 28 luglio 1938  | 10 novembre 1939    | Radiato dal servizio il 26 agosto 1946 e impiegato come bersaglio per test nucleari, affondato a Kwajalein il 22 marzo 1948   |
| Rowan   | Norfolk Navy Yard                        | 25 giugno 1937    | 5 maggio 1938   | 23 settembre 1939   | Silurato e affondato da una S-Boot tedesca al largo di Salerno l'11 settembre 1943                                            |
| Stack   | Norfolk Navy Yard                        | 25 giugno 1937    | 5 maggio 1938   | 20 novembre 1939    | Radiato dal servizio il 29 agosto 1946 e impiegato come bersaglio per test nucleari, affondato a Kwajalein il 24 aprile 1948  |
| Sterett | Charleston Navy Yard                     | 2 dicembre 1936   | 27 ottobre 1938 | 15 agosto 1939      | Radiato dal servizio il 2 novembre 1945 e venduto per la demolizione il 10 agosto 1947                                        |
| Wilson  | Puget Sound Navy Yard                    | 22 marzo 1937     | 12 aprile 1939  | 5 luglio 1939       | Radiato dal servizio il 29 agosto 1946 e impiegato come bersaglio per test nucleari, affondato a Kwajalein l'8 marzo 1948     |